# Championnats du monde de x-trial
Pour les articles homonymes, voir Trial (homonymie).
Ne doit pas être confondu avec Championnats du monde de trial ou Championnats du monde de vélo trial.
Les championnats du monde de x-trial sont une compétition internationale annuelle de sport motocycliste en intérieur sous l'égide de la Fédération internationale de motocyclisme (FIM). La première édition se tient en 1993.
Le trial est une discipline sportive à moto qui consiste à franchir des obstacles. Par extension, le terme trial désigne la discipline sur parcours en extérieur avec obstacles naturels tandis que le terme x-trial se réfère aux parcours en intérieur avec obstacles artificiels.

## Éditions
| #  | Année | Lieux                                                                  | Champion         |
| -- | ----- | ---------------------------------------------------------------------- | ---------------- |
| 1  | 1993  |                                                                        | Tommi Ahvala     |
| 2  | 1994  |                                                                        | Marc Colomer     |
| 3  | 1995  |                                                                        | Marc Colomer     |
| 4  | 1996  |                                                                        | Marc Colomer     |
| 5  | 1997  |                                                                        | Dougie Lampkin   |
| 6  | 1998  |                                                                        | Dougie Lampkin   |
| 7  | 1999  |                                                                        | Dougie Lampkin   |
| 8  | 2000  |                                                                        | Dougie Lampkin   |
| 9  | 2001  |                                                                        | Dougie Lampkin   |
| 10 | 2002  |                                                                        | Albert Cabestany |
| 11 | 2003  |                                                                        | Adam Raga        |
| 12 | 2004  |                                                                        | Adam Raga        |
| 13 | 2005  |                                                                        | Adam Raga        |
| 14 | 2006  |                                                                        | Adam Raga        |
| 15 | 2007  |                                                                        | Toni Bou         |
| 16 | 2008  |                                                                        | Toni Bou         |
| 17 | 2009  |                                                                        | Toni Bou         |
| 18 | 2010  |                                                                        | Toni Bou         |
| 19 | 2011  |                                                                        | Toni Bou         |
| 20 | 2012  | Strasbourg, Genève, Marseille, Madrid, Palma de Majorque, Milan, Paris | Toni Bou         |
| 21 | 2013  | Sheffield, Barcelone, Malaga, Bielefeld, Nice                          | Toni Bou         |
| 22 | 2014  | Sheffield, Marseille, Barcelone, Milan, Oviedo                         | Toni Bou         |
| 23 | 2015  | Sheffield, Marseille, Pau, Barcelone, Wiener Neustadt, Oviedo          | Toni Bou         |
| 24 | 2016  | Sheffield, Barcelone, Wiener Neustadt, Marseille                       | Toni Bou         |